# Juan Parra
Juan Parra – meksykański bokser, złoty medalista Igrzysk Ameryki Środkowej i Karaibów z roku 1935. W finale igrzysk pokonał Kubańczyka Carlosa Gonzáleza.